# لج و لجبازی (فیلم ۱۳۵۱)
لج و لجبازی فیلمی ایرانی به کارگردانی مهدی رئیس‌فیروز و نویسندگی محمد‌باقر خسروی محصول سال ۱۳۵۱ است.
این فیلم اولین حضور ژاله کریمی در نقش بازیگر در سینمای ایران بود.

## بازیگران
- نصرت‌الله وحدت
- رضا ارحام‌صدر
- توران مهرزاد
- ژاله کریمی
- شراره
- مجید شهباز
- صمد شیرازی
- مهدی‌قلی صفاپور
- حسن گلپایگانی
- مهران ارحام‌صدر